# 9611 Anouck
9611 Anouck eller 1992 RF7 är en asteroid i huvudbältet som upptäcktes den 2 september 1992 av den belgiske astronomen Eric W. Elst vid La Silla-observatoriet. Den är uppkallad efter Anouck Vrouwe.